# Åsbrohemmet
För småorten med detta namn se Västra Å
Åsbrohemmet var ett behandlingshem för alkoholister. Hemmet låg i Västra Å i Askersunds kommun, Örebro län. 
Lerbäcks kommun köpte år 1901 in egendomen Åh i närheten av Åsbro station för att där uppföra ett fattighus av sten i två våningar samt källare och vindsvåning. November 1933 övertog Örebro läns landsting och gjorde alkoholisthem av bygget.
Den 30 juni 1987 tog den privata LP-stiftelsen (Lewi Pethrus Stiftelse) över driften. LP-stiftelsen började ta in även andra sorts missbrukare. År 1997 gick LP-stiftelsen i konkurs.Patsienterna fick stöd under avvecklingen och flyttade antingen till hemkommunen där de fick hjälp via öppenvård många fick det svårt och föll tillbaka i missbruk. Ett försök att i minskad skala startades en kortare tid på Åsbrohemmet av tidigare personal. Vilket inte lyckades beroende på kommunernas ovilja att satsa påb behandlingsalternativ utanför kommunernas öppenvård. 
LP-verksamheten som grundades av pingströrelsen startade ett sort behandlingshem i Örebro något år senare Vasastrand där det bedrevs vård många år. Egendomen såldes sedan på exekutiv auktion.